# Scarlett (Fernsehserie)
Scarlett aus dem Jahr 1994 ist die Verfilmung des gleichnamigen Romans von Alexandra Ripley als Miniserie. Er setzt den Inhalt des Klassikers Vom Winde verweht von 1939 fort.

## Handlung
Atlanta 1873: Scarlett versucht nach dem Tode ihrer besten Freundin und Schwägerin Melanie ihren Ehemann Rhett zurückzugewinnen, der sich von ihr entfremdet hat. Zudem erfährt sie, dass auch ihre Amme Mammy im Sterben liegt, und schickt unter einem falschen Namen ein Telegram an Rhett. Nachdem Rhetts Mutter erfährt, dass sich Scarlett in Charleston aufhält, nimmt sie sie in ihrem Haus auf. Von dort versucht sie Fuß in der Gesellschaft von Charleston zu fassen. Sie erkennt jedoch, dass diese ebenso borniert und in der Vergangenheit verhaftet ist, wie die 'Alte Garde' von Atlanta, die sie immer verachtet hat. Als sie mit Ashley Wilkes, dem Mann ihrer verstorbenen Schwägerin, auf dessen Hotelzimmer geht, um einige Bilder anzusehen, löst sie einen Skandal aus und wird von Rhetts Mutter des Hauses verwiesen.
Nach einer missglückten Segeltour mit Rhett, an deren Ende sie mit Rhett schläft, reist sie mit ihren Tanten zu ihrem Großvater Pierre Robillard mütterlicherseits. Als diese abreisen, beschließt sie, zu bleiben und die Verwandten ihres Vaters in Savannah kennenzulernen. Sie lernt ihren letzten Onkel und zahlreiche Cousins und Cousinen kennen. Unter ihnen ist auch Cousin Colum, der Waffen von Amerika nach Irland für die Widerstandsbewegung schmuggelt. Großvater Robilliard will sie zur Alleinerbin einsetzen, wenn sie bis zum Rest seines Lebens bei ihm wohnt, sie lehnt jedoch ab. Nachdem sie feststellt, dass sie ein Kind von Rhett erwartet, Rhett aber eine Scheidungsklage einreicht, beschließt sie, nach Irland zu reisen, um ihr uneheliches Kind dort zu bekommen und außerdem ihre Wurzeln kennenzulernen.
In Irland lernt sie ihre hochbetagte Großmutter und den Rest der weitverzweigten Familie kennen. Sie gibt sich als Witwe aus, nur Colum kennt die Wahrheit. Scarlett erfährt, wie die Engländer die Iren unterdrücken und beschließt, ihnen unter die Arme zu greifen. Dazu kauft sie den alten Familienbesitz Ballyhara vom Engländer Lord Fenton zurück und lässt ihn wieder instand setzen. Außerdem verpachtet sie das dazugehörige Land zu günstigen Konditionen. Die Iren geben ihr daraufhin den Ehrentitel „Die O’Hara“. Kurz bevor ihr Kind zur Welt kommt, erfährt sie, dass Rhett während ihrer Abwesenheit Anne Hampton geheiratet hat. Trotzig beschließt Scarlett, dass er nie von der Existenz seines Kindes erfahren soll. Lord Fenton bezahlt unterdessen Mary Boyle, die Nichte von Colum, für Sex, misshandelt sie aber dabei.
Auf einem Pferdemarkt begegnet Scarlett zufällig Rhett, der auf der Insel ein Pferd für eine Zucht sucht. Von einem seiner Bekannten, Sir John Morland, erhält sie eine Einladung zu einer Fuchsjagd, bei der sie vom Pferd stürzt und Rhett als Erster bei ihr ist. Als sie wieder aufwacht, erfährt sie von Anne Butler, dass diese schwanger ist. Lord Fenton lädt sie zu einem Empfang des Vizekönigs in Dublin ein. In wehmütiger und sehnsuchtsvoller Erinnerung an Rhett beginnt sie dort eine Affäre mit ihm. Er schützt jedoch ihren Ruf nicht, da er unnötigerweise aus dem Schlafzimmer tritt, als ihre Angestellte Mrs. Fitzpatrick wegen eines Telegramms an der Tür klopft. Wütend ohrfeigt Scarlett ihn und verlässt Irland umgehend, weil sie von ihrer kranken Schwester Sue Ellen nach Atlanta gerufen wird. Sue Ellen erholt sich, Scarlett verkauft ihre Besitztümer in Atlanta, versöhnt sich mit Sue Ellen und schenkt ihr ihren Anteil von Tara. Nach ihrer Rückkehr nach Irland macht ihr Lord Felton erneut seine Aufwartung, die Affäre setzt sich fort. Zwischenzeitlich wurde Mary von ihm vergewaltigt, wird schwanger und sucht Hilfe erflehend,  ihren Onkel Pater Colum auf, dieser begibt sich daraufhin zu Lord Fenton. Für Marys Schwangerschaft hält es Colum für angemessen, dass dieser eine Überfahrt nach Amerika bezahlt und noch etwas zusätzlich für die Zeit bis zur Niederkunft, um der Schande einer unehelichen Geburt in Irland zu entgehen. Lord Fenton lehnt ab, aber Colum hatte von Mrs. Fitzpatrick von dem Verhältnis zu Scarlett erfahren und droht damit, Scarlett von dieser dunklen Seite Fentons zu erzählen. Fenton erschießt ihn und entsorgt ihn im Wald.
Nach einem Grabbesuch erzählt Scarlett Fenton, dass angenommen wird, dass der Mord am Fenier Colum politische Gründe hatte. Fenton lädt Scarlett nach London ein, Mary fragt bei ihr um eine Stelle als Kindermädchen nach, um anschließend in England gebären zu können und erhält sie. Lord Fenton lädt Scarlett zu einem Essen in seinem Familienkreis ein, anschließend ist er wütend und aufdringlich, dass sie Sex mit ihm ablehnt. Als Scarlett ihm anderntags das Ende ihrer Beziehung mitteilt, verfolgt er sie in ihr Schlafzimmer und vergewaltigt sie mit der Erklärung, dass er Mary geschwängert und ihren Cousin umgebracht hat. Scarlett wacht später auf und findet ihn mit einem Messer in der Brust vor. Die Polizei bringt sie ins Gefängnis.
Rhett, dessen schwangere Frau an Gelbfieber gestorben ist, wird von John Morland informiert und fährt nach London. Rhett engagiert Morland als Anwalt und erfährt von Scarlett von seinem Kind. Rhett findet Mary, diese versucht, sich umzubringen und springt in die Themse. Rhett rettet sie, dabei verliert sie aber das Baby. Aus dem Krankenhaus verschwindet sie heimlich wieder. Als Scarlett zum Tod am Galgen verurteilt wird, gibt sich Mary im Gerichtssaal als Täterin zu erkennen. Rhett und Scarlett reisen zurück nach Irland, versprechen Mary aber, für gute Anwälte zu sorgen und im Gericht auszusagen. Auf Ballyhara lernt Rhett seine Tochter Cat kennen. Scarlett und Rhett werden wieder ein Paar und beschließen, statt in Charleston oder Irland sesshaft zu werden, lieber die Welt zu bereisen.

## Hintergrund
Nachdem Alexandra Ripley mit einer Fortsetzung des Romans Vom Winde verweht durch die Erben von Margaret Mitchell autorisiert worden war, wurden die Rechte zur Verfilmung für 9 Millionen Dollar aufgekauft. Die Produktion der vierteiligen Miniserie kostete nochmal 40 Millionen Dollar, die sich europäische und amerikanische Sender teilten. Die Premiere fand gleichzeitig in allen an den Produktionskosten beteiligten Ländern statt.
Der Verfilmung wurden international Casting-Shows vorgeschaltet, in denen die Hauptdarstellerin gesucht werden sollte. In Deutschland lief diese Auswahl 1992 drei Wochen lang auf Sat.1 unter dem Titel Wer wird die neue Scarlett?, an der auch die später bekannte Schauspielerin Natalia Wörner teilnahm. 15 Siegerinnen der 17 nationalen Ausscheidungen konkurrierten dann ihrerseits gegeneinander. Die weibliche Hauptrolle ging dann aber nicht an die Siegerin der Ausscheidung, sondern an Joanne Whalley-Kilmer. Die Casting-Show war letztlich nur als Werbung für die Serie gedacht.

## Rezeption
Die Einschaltquoten bei der Ausstrahlung waren in den Vereinigten Staaten und in Deutschland gut. Die Serie fand in Deutschland 10 Millionen Zuschauer.
Die Serie wurde 1995 zweimal mit dem Emmy Award ausgezeichnet und für den Emmy Award in einer weiteren Kategorie nominiert. Sie wurde ebenfalls für den American Society of Cinematographers Award nominiert.